# Raheleh Asemani
Raheleh Asemani , née à Karaj en Iran le 21 juin 1989 , est une taekwondoiste iranienne, naturalisée belge en avril 2016.
Raheleh Asemani fait partie de l'aile flamande de taekwondo et est qualifiée pour les Jeux olympiques d'été de 2016 à Rio de Janeiro.

## Biographie
Raheleh Asemani se qualifie le 17 janvier 2016 pour les Jeux olympiques de Rio lors du tournoi de qualification européen à Istanbul, qu'elle remporte en battant en finale la Finlandaise Suvi Mikkonen,. Aux Jeux olympiques de Rio en 2016, elle perd son combat pour l'obtention d'une médaille de bronze contre l'Égyptienne Hedaya Malak.
Elle remporte aux Championnats d'Europe de 2019 à Bari la médaille de bronze dans la catégorie des moins de 57 kg.
En 2021, elle obtient la médaille de bronze en moins de 57 kg lors des Championnats d'Europe à Sofia.

## Palmarès
- Médaille de bronze aux Championnats d'Europe 2021 en -57 kg.
- Médaille de bronze aux Championnats d'Europe 2019 en -57 kg.
- Médaille de bronze aux Championnats d'Europe 2016 en -57 kg.